# The Crooked Trail (film 1910)
The Crooked Trail è un cortometraggio muto del 1910 diretto da Milton J. Fahrney. Prodotto da David Horsley, è uno dei numerosi western diretti dal regista per la Nestor Film Company.

## Produzione
Il film fu prodotto dalla Nestor Film Company.

## Distribuzione
Distribuito dalla A.G. Whyte, una piccola compagnia di distribuzione attiva dal 1909 al 1910, il western - un cortometraggio di una bobina, uscì nelle sale cinematografiche USA il 27 giugno 1910.